# یوهان فیلیپ رایس
یوهان فیلیپ رایس (آلمانی: Johann Philipp Reis؛ ۷ ژانویهٔ ۱۸۳۴ – ۱۴ ژانویهٔ ۱۸۷۴) یک فیزیک‌دان اهل آلمان بود که مخترع میکروفون و تلفن حقیقی و قابل استفاده امروزی محسوب میشود. اولین جمله ای که رایس از طریق تلفن در بیست کیلومتری از شهر باد هومبورگ به فرانکفورت مخابره کرد این بود: "اسب ها سالاد خیار نمی‌خورند" (به آلمانی Pferde fressen keinen Gurkensalat) او ۱۵ سال پیش از گراهام بل موفق به اختراع تلفن همراه گشت ولی موفق به ثبت ان نگردید